# Finger (Internetprotokoll)
| Anwendung  | Finger          | Finger          | Finger          | Finger          | Finger          |
| Transport  | TCP             | TCP             | TCP             | TCP             | TCP             |
| Internet   | IP (IPv4, IPv6) | IP (IPv4, IPv6) | IP (IPv4, IPv6) | IP (IPv4, IPv6) | IP (IPv4, IPv6) |
| Netzzugang | Ethernet        | Token Bus       | Token Ring      | FDDI            | …               |

Finger zeigt Informationen über einen bestimmten Benutzer auf einem lokalen System oder einem fernen Computer an oder dient zur Feststellung der Verfügbarkeit eines bestimmten Hosts in IP-Netzwerken.
Zu den angezeigten Informationen gehören: 
- Benutzername (Login-Name)
- Voller Name des Benutzers
- Anmeldezeitpunkt
- Zeitspanne, wie lange der Benutzer bereits aktiv bzw. inaktiv ist
- Terminal, von dem aus der Benutzer sich angemeldet hat

Finger kann aber auch dazu verwendet werden, andere Informationen zu übermitteln. Dazu kann ein Benutzer in seinem Home-Verzeichnis eine Datei namens .plan oder .project anlegen, deren Inhalt beim Finger-Zugriff ausgeliefert wird. Benutzt wurde dies beispielsweise jahrelang, um Nutzer über die gerade aktuelle Linux-Kernelversion auf dem Laufenden zu halten.
Um Informationen über einen Benutzer auf einem entfernten Host abzufragen, muss der Host den Finger-Dienst unterstützen, was heute eher selten der Fall ist. In der Regel belegt dieser dann den TCP-Port 79.
Auf der Kommandozeile wird dazu folgender Befehl ausgeführt:
finger benutzername@hostname

## Geschichte
Das Finger-Protokoll ist eines der älteren Protokolle aus der Internetprotokoll-Familie.
Es basiert auf dem ursprünglichen NAME/FINGER-Protokoll (RFC 742), das die Verbindung zu den Programmen name und finger implementiert und im Jahr 1977 als RFC definiert wurde. Das Finger-Programm wurde ursprünglich 1971 von Les Earnest entwickelt. Earnest entwickelte das Programm, um Benutzern die Möglichkeit zu geben, Informationen von anderen Benutzern im Netzwerk zu erfahren. Vorher war die einzige Möglichkeit, diese Informationen zu bekommen, das Programm who, welches IDs und Terminal-Nummern der eingeloggten User anzeigte. Die aktuelle Fassung RFC 1288 der Protokolldefinition wurde 1991 festgelegt.
Finger wird heute ähnlich wie andere Protokolle vergleichbarer Funktionalität als eklatantes Sicherheitsleck gewertet, da Außenstehende damit detaillierte Informationen über die Identität von Nutzern und deren Gewohnheiten erlangen können. Für die Computersicherheit in Bezug auf Finger siehe auch Social Engineering.

## Thimbl
Thimbl ist eine Definition für JSON-strukturierte Daten, welche als Finger-Informationen für einen Nutzer hinterlegt werden können. Auf diese Art wird auf Finger eine Art Microblogging-Plattform aufgesetzt, welche vergleichbar mit Twitter oder Diaspora werden könnte, dabei jedoch auf altbekannte Protokolle und Standards setzt und so höhere Ausfallsicherheit und Unabhängigkeit von einzelnen Anbietern bietet.
Für Thimbl gibt es bereits mehrere Projekte, die versuchen, Endnutzer-taugliche Clients zu erstellen.